# Immrich Bugár
Imrich Bugár, född 14 april 1955, är en före detta tjeckoslovakisk friidrottare (diskuskastare).
Bugár slog igenom vid EM 1978 då han slutade på tredje plats. Vid OS 1980 i Moskva vann Bugár silver. Bugárs största merit blev VM-guldet 1983 vid VM i Helsingfors. På sin meritlista har han även ett EM-guld från Aten 1982. Efter VM i Stuttgart 1993 valde Bugár att avsluta sin karriär.
Bugárs personliga rekord är på 71,26 vilket är det åttonde längsta genom historien, för övrigt lika långt som Ricky Bruch kastat.